# 진예영
진예영(1992년 3월 27일 ~ )은 대한민국의 가수이다.

## 학력
- 예원예술대학교 무용학과

## 경력
- 2012년 그룹 '진주걸스' 멤버